# Dřínov (ort i Tjeckien, Mellersta Böhmen, lat 50,27, long 14,40)
Dřínov är en ort i Tjeckien.   Den ligger i regionen Mellersta Böhmen, i den centrala delen av landet, 21 km norr om huvudstaden Prag. Dřínov ligger 196 meter över havet och antalet invånare är 345.
Terrängen runt Dřínov är platt. Runt Dřínov är det ganska tätbefolkat, med 179 invånare per kvadratkilometer. Närmaste större samhälle är Libeň, 19,2 km söder om Dřínov. Trakten runt Dřínov består till största delen av jordbruksmark.